# Новий Пазар (місто, Болгарія)
Но́вий Паза́р (болг. Нови пазар) — місто в Шуменській області Болгарії. Адміністративний центр общини Новий Пазар.
Населення міста на кінець 2009 року становить 12 673 жителів, що робить його другим за величиною поселенням в регіоні.

## Населення
За даними перепису населення 2011 року у місті проживали 12 000 осіб.
Національний склад населення міста:
| Національність   | Кількість осіб | Відсоток |
| ---------------- | -------------- | -------- |
| болгари          | 8154           | 73,8%    |
| турки            | 1749           | 15,8%    |
| цигани           | 1020           | 9,2%     |
| інша             | 46             | 0,4%     |
| не визначились   | 73             | 0,7%     |
| Всього відповіли | 11042          |          |

Розподіл населення за віком у 2011 році:
Динаміка населення:

## Географія
Місто розташоване в долині між Шуменським, Лудогорським і Провадійським плато в рівнині Дунаю. Сусідні міста Нового Пазару - це Каспичан і Плиска, розташовані приблизно в 22 км на схід від Шумена.  Через місто протікає річка Крива, що впадає в річку Провадія, що впадають  Чорного моря.

## Історія

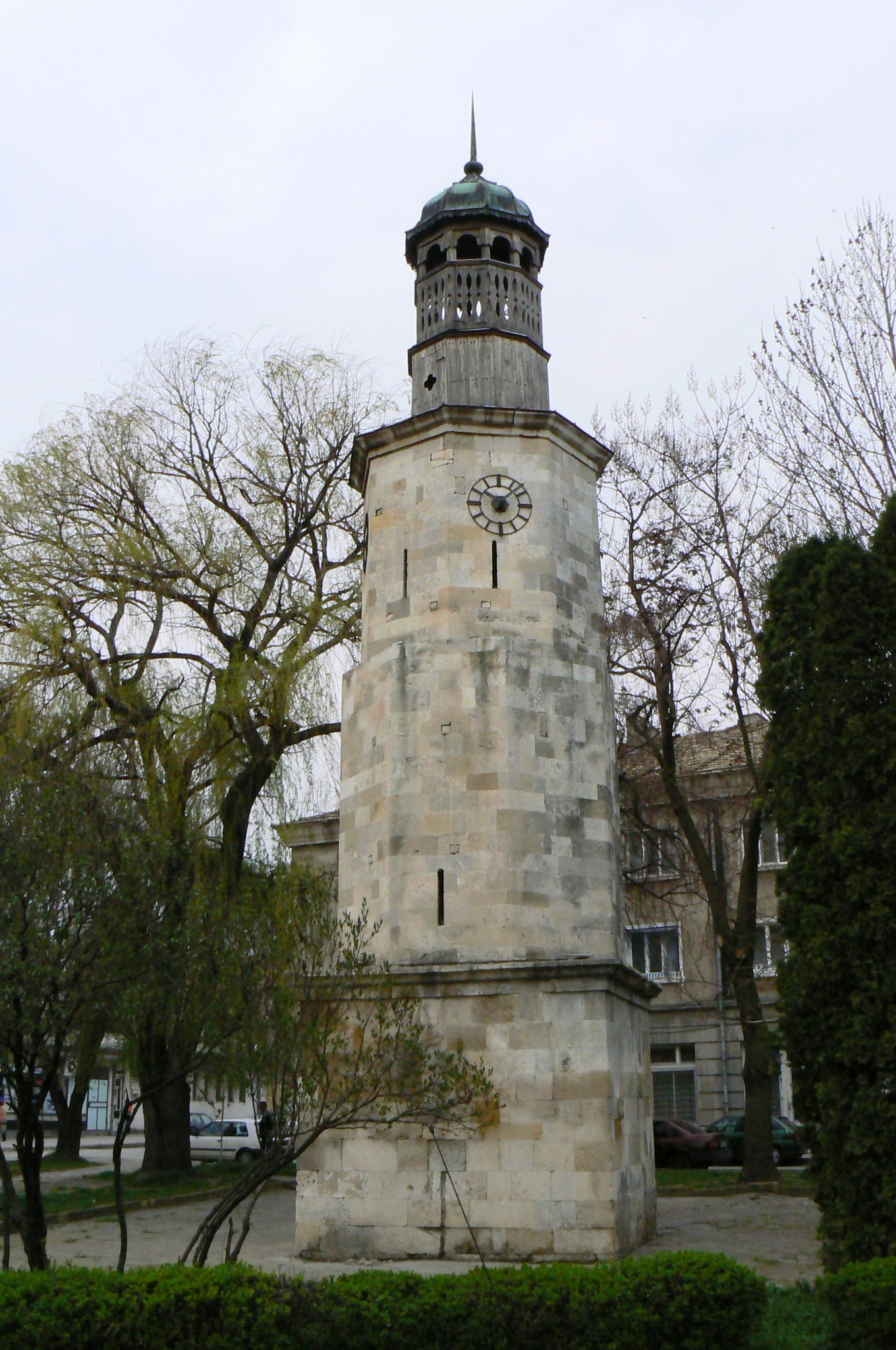
Годинникова вежа в центрі міста

Вже в давнину ці землі були заселені, про що свідчать принаймні 434 експонати, представлені в музейній колекції, що експонується в будівлі художньої галереї на центральній вулиці. Там представлені культура племен і народів, що населяли регіон міста від ранньої кам'яної доби до пізнього середньовіччя. Багато поселень, фортець і некрополів, як  давньої, так і  пізньої античної епохи, а також  часів Першого і Другого Болгарського царства, свідчать, що землі завжди були густо населеними. Одними з найцікавіших знахідок є  ювелірні вироби та золоті прикраси фракійсько-римської епохи, знайдені в районі міста. Існувло придорожнє римське поселення, що пов'язувало Марцианополіс і Абрітус, назване Динея. В околицях міста були виявлені дві великі пізньоантичні фортеці (IV - VI ст.). Одна розташована на схід від міста, а інша  фортеця біля села Войвода.  У північній частині міста був відкритий стародавній болгарський некрополь[недоступне посилання з листопадаа 2019].
За словами А. Іширкова, місто вперше згадувалося у зв'язку з походом Варненчика 1444 року, коли хрестоносці  обложили і після кількох днів  взяли  і спалили місто. (Щорічник Софійського університету 1906 - 1907, 141 сторінка). У 16-му столітті, два брати збудували церкви по обидва боки річки Крива, створилии п'ятничний ринок, і таким чином з'явилося назва міста Єні пазар ("Новий ринок"). Над селом у напрямку плато Стана знаходилося село Ілфі (Єлфі) кьой, земля якого згодом успадкована  містом - (Іван Радев у Другому щорічному звіті Варненського археологічного товариства за 1907 рік, 41 сторінка).
Угорський мандрівник Георг Рагузіум в 1598 році, описуючи межі  Сілістрянського санджаку, згадує назву Нового Пазара як одне з внутрішніх міст (Болгари у XVI столітті, документи з наших і зарубіжних архівів - Олена Грозданова, Стефан Андрєєв). У османських податкових реєстрах 1620 р. складених у зв'язку зі збором річного податку, також була вказана назва міста. На початку 1667 року Евлія Челебі, проходячи через Новий Пазар, дав дуже докладний опис, у якому повідомив про 150 будинків, 20 магазинів і 3 ринки  і дві мечеті, на вході яких було написано ім'я хазяїна і 981 рік (1573 - 1574 в християнському календарі), у якому наведено приблизну дату формування нового міста (Подорож Евлії Челебі з Криму через Добруджу до Одрину і Константинополя). Під час російсько-турецьких воєн 1774, 1810 і 1828 років місто неодноразово згадувалося як місце  боїв,  або просто як частина маршруту походу. У 16.06.1774 р. війська графа Каменярського перетнули місто в ході походу Російської армії до міста Шумен (Петров А.В. Война Росії з Туреччиною і польськими конфедератами з 1769 в 1774 р.) - Т.1-5. ., 1866-1874.) . Влітку 1828 р. (8 липня) під час військової кампанії  майор Симанський зробив короткий звіт про місто (Симанський Л.А., С. 39 ). Під час Кримської війни 1854 року  в місті розташовується  англійська частина, яка отримала випадкову жертву - солдат потонув в річці Крива.  (Девід Мерфі. Ірландія і Кримська війна. Dublin, Four Courts Press, 2002, с. 3)
У 1840 році була відкрита монастирська школа (тепер будинок- музей), в 1826 році в центрі міста була побудована годинникова вежа, нині оголошена пам'ятником культури. У 1872 році був заснований громадський центр Нового Пазара.

## Релігія
Православ'я є провідною релігією. У місті є православна церква "Св. Петка", побудована в 1850 році з ініціативи Петка Курооглу та Вальчо Станева з села Єнево. Його освятив тодішній грецький митрополит Порфірій в 1852 році.  Таким чином, церква стала однією з перших, що діяла на території нинішньої Шуменської області під час османського панування.
У місті також є мечеть.

## Культура

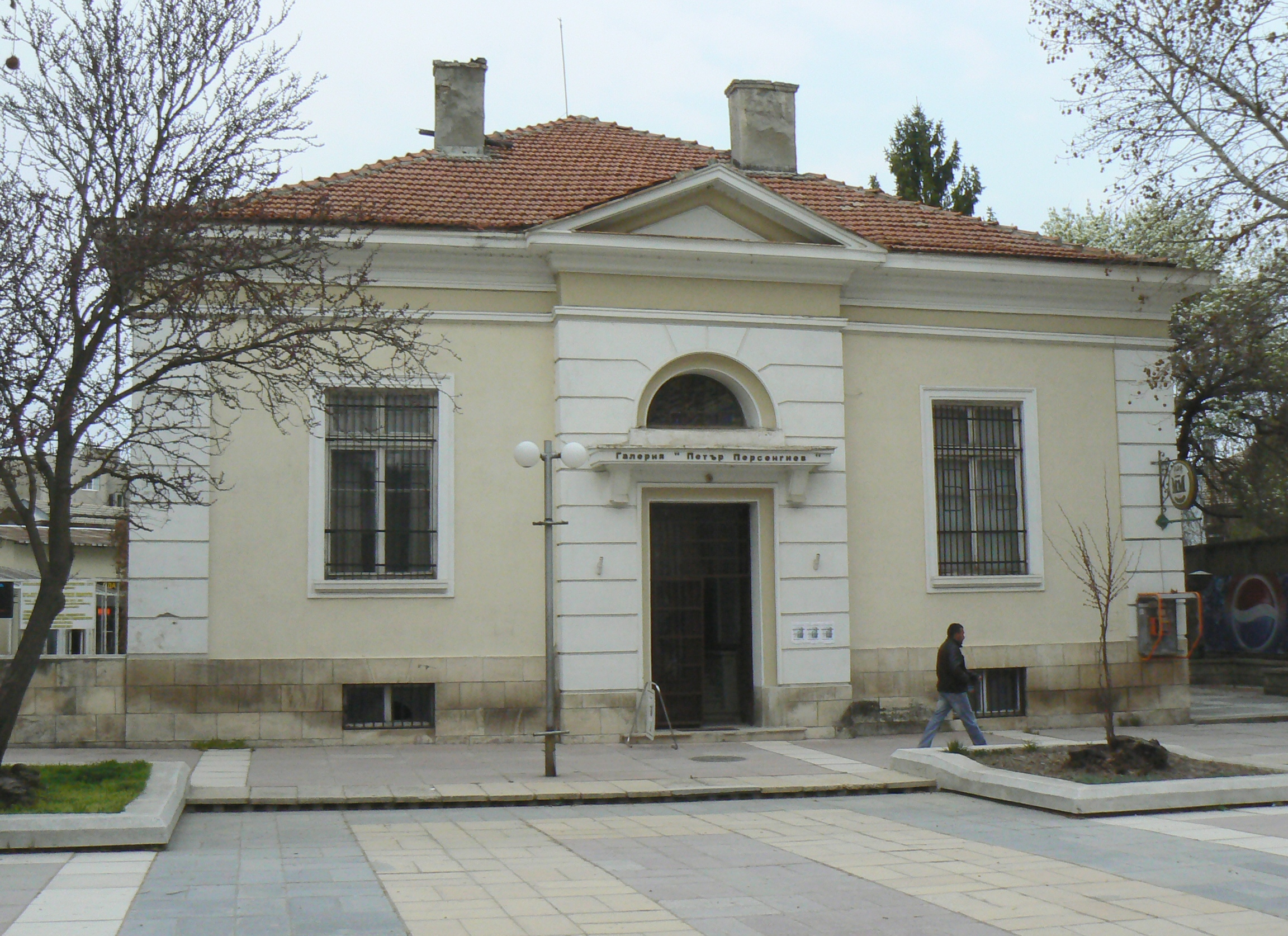
Галерея "Петро Персенгиєв"

### Освіта
У місті є 4 загальноосвітні школи: середня школа "Василь Левський", гімназія "Хан Ісперих", школа "Проф. д-р Асен Златаров" і  сільськогосподарська гімназія. Одна  початкова школа «Нікола Вапцаров» і одна спеціальна школа «Станата».

### Завод "Китка"
У Новому Пазарі є також завод з виробництва тонкого скла, порцеляни та кришталю.

### Театри
Місцевий театр дає виступи відомих артистів  з усієї країни.  Офіційна театральна трупа називається "Мелпоарт" (режисера Златі Златєв).  Група дає багато виступів на великих театральних конкурсах.  У місті є аматорська і дитяча трупа на чолі з Мехнуром Галібом.

### Музеї
У місті є картинна галерея імені відомого художника Петра Персенгиєва.  Галерея регулярно проводить виставки художників і майстрів з міста, а також молодих талантів з місцевих шкіл.  У будівлі галереї знаходиться також історичний музей.

## Місто - побратим
У липні 2012 року підписана  угода про побратимство між  Новим Пазаром  і турецьким містом Інегьол  мерами обох муніципалітетів - Руменом Панайотовим і Алінуром Акташем.

## Регулярні події
- 14 жовтня - це свято храму і день міста.  Щорічно в ці дні  проходить традиційний ярмарок.
- День ринку - п'ятниця
- Протягом декількох років у місті проходять два національні музичні конкурси: "Танцюючи клавіши" для аккордеоністів, заснований Стефаном Петковим і "Чарівні ритми" для гайди.
- 1-2 травня - "Країна співає" - ярмарок всього міста, у місцевості "Станата" (6 км від центру міста).

## Знаменитості
- Іван Радов (02.1844—01.05.1912)   — вчитель, священик, народний депутат
- Іван Абаджиєв (1932  — 2017), важка атлетика, клубний тренер
- Олександр Варбанов (1964 р.н.), штангіст
- Маргарита Георгієва (1951 р.н.), філолог
- Маріус Куркинський (1969 р.н.), актор і режисер
- Марин Петров (1988 р.н.), футболіст
- Жеко Радев (1875—1934), географ
- Леон Суружон (1913—2007), скрипаль
- Симеон Русакієв (1910—1991), професор

## Зовнішні посилання
- Офіційний сайт муніципалітету
- Офіційний сайт районного суду
- Офіційний сайт багатопрофільної лікарні активного лікування "Добри Беров"
- Сайт загальноосвітньої школи "Василь Левський" [Архівовано 4 листопада 2016 у Wayback Machine.]

| Болгарія | Це незавершена стаття з географії Болгарії. Ви можете допомогти проєкту, виправивши або дописавши її. |